# Kazimierz Tuszyński
Kazimierz Tuszyński ps. „Łoś II” (ur. 5 lutego 1924 w Falęcinie, zm. 17 maja 1950 w Warszawie) – żołnierz Armii Krajowej w stopniu kaprala, powstaniec warszawski, członek podziemia niepodległościowego

## Życiorys
Syn Jana i Kazimierzy z d. Wigier. Miał rodzeństwo: siostrę Janinę i trzech braci - Henryka, Eugeniusza oraz Mieczysława. Najstarszy z braci Henryk zginął na skutek postrzelenia przez żandarma niemieckiego w trakcie okupacji. 
W sierpniu 1940 roku wraz ze starszymi harcerzami z 148 Mazowieckiej Drużyny Harcerskiej w Milanówku wstąpił do 32 Plutonu AK zorganizowanego przez por. Stefana Hellera ps. „Sokólicz”. Pluton ten funkcjonował w ramach Ośrodka Milanówek (Mielizna), obwód Błonie, Podokręg Zachodni Armii Krajowej. Należał do Oddziału Specjalnego do zadań dywersyjno-sabotażowych. W ramach służby ukończył kurs podoficerski i otrzymał stopień kaprala. 
W trakcie okupacji uczestniczył w akcjach zbrojnych i dywersyjnych na terenie Milanówka i okolic. Ubezpieczał pomieszczenia, w których odbywały się narady i odprawy komendantury Ośrodka Mielizna. Do jego zadań należało także zabezpieczanie zrzutów oraz ochrona radiostacji. Jednym z zadań Oddziału Specjalnego było także wykonywanie wyroków konspiracyjnych sądów. W ramach tych zadań, otrzymał zadanie wykonania wyroku na Ninie Hildebrand, agentce Gestapo. Na skutek jej donosu w nocy z 4 na 5 maja 1944 roku oddziały niemieckie przeprowadziły obławę na gospodarstwo rolne należące do Jana i Kazimiery Tuszyńskich znajdujące się w Falęcinie. W wyniku tych wydarzeń, Jan, Kazimiera oraz ich córka Janina zostali zamordowani. Ich grób znajduje się na cmentarzu parafialnym w Żukowie. W potyczce z okupantem zginął także Tadeusz Śnieg, ps. „Żbik”. 
W trakcie Powstania Warszawskiego zgłosił się na ochotnika do udziału w Powstaniu. Został oddelegowany do  Grupy ”Kampinos” - batalion mjr. „Korwina”, kompania ktp. Mścisława - IV pluton. Uczestniczył w walkach o wsie: Pociecha, Janówek, Brzozówka, Truskaw. Po upadku Powsstania Warszawskiego uczestniczył w niesieniu pomocy powstańcom warszawskim. W styczniu 1945 roku wziął udział w akcji ochrony Milanówka podczas wycofywania się wojsk niemieckich
Po zakończeniu wojny nie ujawnił się i nie złożył broni. Był kilkukrotnie aresztowany i przesłuchiwany. W 1949 roku został aresztowany przez aparat bezpieczeństwa Rzeczpospolitej Polskiej pod zarzutem zorganizowania zbrojnej grupy rabunkowej wywodzącej się z byłych żołnierzy AK, działającej w latach 1945–1949. Zarzucono mu m.in. dokonanie napadu na sekretarza ambasady brytyjskiej
8 lutego 1950 roku został skazany przez Wojskowy Sąd Rejonowy w Warszawie na karę śmierci oraz kary dodatkowe: utraty praw publicznych i obywatelskich praw honorowych na zawsze oraz przepadek całego mienia na rzecz Skarbu Państwa. Wyrok wykonano 17 maja 1950 roku, prawdopodobnie w Areszcie Śledczym Warszawa Mokotów. Najprawdopodobniej został pochowany w Kwaterze Ł. cmentarza powązkowskiego. Jego ciała nie odnaleziono
W tym samym procesie skazani zostali bracia Kazimierza: Eugeniusz - na karę dożywotniego pozbawienia wolności oraz Mieczysław - na karę 12 lat pozbawienia wolności. Obaj opuścili więzienie po odwilży 1956 r.
2 czerwca 2006 roku  Sąd Okręgowy w Warszawie VIII Wydział Karny postanowieniem stwierdził nieważność orzeczenia wydanego wobec Kazimierza Tuszyńskiego, uznając, że zostało ono wydane z powodu działalności na rzecz niepodległego bytu Państwa Polskiego.
Nazwisko Kazimierza Tuszyńskiego widnieje na symbolicznej kwaterze poświęconej żołnierzom wyklętym znajdującej się na Powązkach Wojskowych w Warszawie.